# 肖恩·M·卡罗尔
肖恩·M·卡罗尔（英語：Sean Michael Carroll，1966年10月5日—）是一位美国理论物理学家，加州理工學院沃尔特·伯克理论物理研究所教授，聖菲研究所客座教授，主要研究方向是量子力学与引力，主要作品有《寻找希格斯粒子》（The Particle at the End of the Universe: How the Hunt for the Higgs Boson Leads Us to the Edge of a New World）、《大图景：论生命的起源、意义和宇宙本身》（The Big Picture: On the Origins of Life, Meaning, and the Universe Itself）等。